# 訃報 1995年
訃報 1995年（ふほう 1995ねん）は、1995年（平成7年）中に物故した人物をまとめたものである。詳細は月別訃報記事を参照のこと。

## 月別の訃報記事一覧
- 訃報 1995年1月
- 訃報 1995年2月
- 訃報 1995年3月
- 訃報 1995年4月
- 訃報 1995年5月
- 訃報 1995年6月
- 訃報 1995年7月
- 訃報 1995年8月
- 訃報 1995年9月
- 訃報 1995年10月
- 訃報 1995年11月
- 訃報 1995年12月

## 関連書籍
- 『現代物故者事典（1994 - 1996）』日外アソシエーツ、1997年3月21日。ISBN 978-4-8169-1412-6。